# 452 Hamiltonia
452 Hamiltonia је астероид главног астероидног појаса са средњом удаљеношћу од Сунца која износи 2,845 астрономских јединица (АЈ).
Апсолутна магнитуда астероида је 11,2 а геометријски албедо 0,076.